# Samuel Arnold (compositor)
Samuel Arnold (Londres, 10 de agosto de 1740-Londres, 22 de octubre de 1802) fue un organista, compositor y musicólogo inglés. 

## Biografía
Trabajó como compositor para el Teatro del Covent Garden de Londres. Fue uno de los mejores exponentes de su tiempo de ballad opera, un género similar a la opereta, la zarzuela española o el singspiel alemán, basado en baladas y canciones breves, con danzas y melodías populares. Su mayor éxito fue The Maid of the Mill (La doncella del molino, 1765). Fue autor también de canciones, sonatas para clave y otras composiciones.

## Obras
- The Maid of the Mill (1765)
- Abimelech (1768)
- Demofoonte (1770)
- The Prodigal Son (1773)
- Macbeth (1778)
- The Baron Kinkvervankotsdorsprakingatchdern (1781)
- The Castle of Andalusia (1782)
- Two to One (1784)
- Turk and No Turk (1785)
- Inkle and Yarico (1787)